# Cymodoce rubopunctata
Cymodoce rubopunctata is een pissebed uit de familie Sphaeromatidae. De wetenschappelijke naam van de soort is voor het eerst geldig gepubliceerd in 1864 door Grube.